# Салифу, Дикени-Рафид
Дикени-Рафид Салифу (фр. Dikeni-Rafid Salifou; родился 8 июня 2003 года, Мюнхен, Германия) — тоголезско-немецкий футболист, полузащитник клуба «Вердер» и сборной Того.

## Карьера
Дикени-Рафид Салифу — воспитанник футбольных клубов «Мюнхен 1860» и «Аугсбург». 27 июня 2022 года получил травму приводящей мышцы и пропустил 108 дней.
1 июля 2022 года перешёл в «Вердер». За «Вердер II» дебютировал в матче против «Киккерс Эмден», где отдал голевой пас. За основу клуба впервые сыграл в матче 19-го тура против «Штутгарта», выйдя на 94-й минуте, заменив Йенса Стаге. Свой первый гол забил в ворота футбольного клуба «Атлас Дельменхорст». Из-за проблем с малоберцовой костью пропустил 13 дней.